# James D. Richardson
Pour les articles homonymes, voir James Richardson (homonymie) et Richardson.
James Daniel Richardson (10 mars 1843 – 24 juillet 1914) est un politicien américain et démocrate du Tennessee pour 5e district du Tennessee de la chambre des représentants des États- Unis de 1885 à 1905.

## Biographie
Richardson naît dans le comté de Rutherford, au Tennessee, fils de John Watkins et Augusta M. Starnes Richardson. Il suit sa scolarité dans les écoles de campagne et l'université de Franklin, près de Nashville. Il épouse Alabama Pippen le 18 janvier 1865, et ils auront cinq enfants, Annie Augusta, Ida Lee, James Daniel, Allie Sue, et John Watkins.

## Carrière
Avant d'obtenir son diplôme de l'université, Richardson s'enrôle dans l'armée des États confédérés pendant la guerre de Sécession, et sert pendant près de quatre ans. La première année, il est soldat, et les trois autres années il est adjudant du 45th Tennessee Infantry. Il fait des études de droit, est admis au barreau et commence à pratiquer le 1er janvier 1867, à Murfreesboro, dans le Tennessee. Il est élu à la chambre des représentants des États-Uniss, servant de 1871 à 1873, puis au sénat du Tennessee, servant de 1873 à 1875. Il est délégué aux conventions nationales démocrates en 1876, 1896 et 1900, et préside en tant que président permanent lors de la convention de 1900
Élu démocrate au quarante-neuvième congrès et les neuf congrès suivants, Richardson sert du 4 mars 1885 au 3 mars 1905. Il est parmi les premiers dirigeants de la minorité de la chambre des représentants des États-Unis, tenant de ce poste, de 1899 à 1903, lors des 56e et 57e congrès des États-Unis.
En vertu d'une loi du congrès du 20 août 1894, Richardson est chargé de la compilation des « messages et documents des présidents », un ouvrage en plusieurs volumes, comprenant tous les documents importants du gouvernement fédéral, depuis les premiers jours du président Washington jusqu'à la seconde administration de Grover Cleveland, plus certains documents de l'administration de William McKinley.

## Mort
Richardson meurt le 24 juillet 1914 (à l'âge de 71 ans, 136 jours) à Murfreesboro, dans le Tennessee. Il est inhumé au cimetière d'Evergreen.